# Clarisa Navas
Clarisa Navas (* 1989 in Corrientes) ist eine argentinische Filmregisseurin und Drehbuchautorin. Ihr Film Las Mil y Una eröffnete im Februar 2020 auf der Berlinale die Sektion Panorama.

## Leben
Clarisa Navas studierte Kunst an der Universidad Nacional de las Artes in Buenos Aires. Ihr Debütfilm Hoy partido a las 3 lief auf mehreren Festivals in Buenos Aires, Biarritz, Lima und Valladolid. Sie entwickelte mehrere Serien für das argentinische Fernsehen und war an der Produktion verschiedener Dokumentationen beteiligt. Sie arbeitet als Dozentin an der Escuela Nacional de Experimentación y Realización Cinematográfica (ENERC) in Buenos Aires und an der Universidad Nacional del Nordeste in Corrientes.

## Filmografie
- 2015: Río atrevido
- 2017: Hoy partido a las 3
- 2018: Cultura Escondida
- 2020: Las Mil y Una

## Preise
Las Mil y Una war für den 34. Teddy Award, den queeren Filmpreis der Berlinale nominiert und kandidierte für den Publikumspreis der Berlinale.
Hoy Partido a las 3 war 2017 in der Kategorie Bester Film des Buenos Aires International Festival of Independant Cinema nominiert. Außerdem war Clarisa Navas beim Valladolid International Film Festival 2017 in der Kategorie Best New Director nominiert.